# Rajd ELPA 1993
Rajd Elpa 1993 (18. Elpa Rally Halkidiki) – 18. edycja rajdu samochodowego Rajd Elpa rozgrywanego w Grecji. Rozgrywany był od 28 do 29 sierpnia 1993 roku. Była to trzydziesta piąta runda Rajdowych Mistrzostw Europy w roku 1993 (rajd miał najwyższy współczynnik – 20) i szósta runda Rajdowych Mistrzostw Grecji. Składał się z 18 odcinków specjalnych.

## Klasyfikacja rajdu
| Miejsce                      | Kierowca                     | Pilot                        | Samochód                     | Czas                         | Strata                       |                              |
| Klasyfikacja generalna i ERC | Klasyfikacja generalna i ERC | Klasyfikacja generalna i ERC | Klasyfikacja generalna i ERC | Klasyfikacja generalna i ERC | Klasyfikacja generalna i ERC | Klasyfikacja generalna i ERC |
| ---------------------------- | ---------------------------- | ---------------------------- | ---------------------------- | ---------------------------- | ---------------------------- | ---------------------------- |
| 1.                           | Vanio Pasquali               | Luciano Tedeschini           | Ford Escort RS Cosworth      | 4:02:19                      | 0.0                          |                              |
| 2.                           | Konstantinos Apostolou       | Mihalis Mihalis              | Lancia Delta Integrale 16V   | 4:12:47                      | +10:28                       |                              |
| 3.                           | Stratis Hatzipanayiotou      | Tonia Pavli                  | Nissan Sunny GTI-R           | 4:15:13                      | +12:54                       |                              |
| 4.                           | Gianni Fiora                 | Massimo Sghedoni             | Renault Clio Williams        | 4:19:41                      | +17:22                       |                              |
| 5.                           | Minas Klimatsakis            | Vassileios Tsouvaltzis       | Lancia Delta Integrale 16V   | 4:23:11                      | +20:52                       |                              |
| 6.                           | Notis Giagnissis             | Giorgos Kerantzakis          | Mazda 323 GT-R               | 4:25:21                      | +23:02                       |                              |
| 7.                           | Giorgos Angelidis            | Anastasios Anastasios        | Mercedes-Benz 190E           | 4:31:02                      | +28:43                       |                              |
| 8.                           | Pavel Jekov                  | Stefan Cholakov              | Mazda 323 4WD                | 4:33:57                      | +31:38                       |                              |
| 9.                           | Sotiris Kokkinis             | Stathis Mokkas               | Peugeot 205 Rallye           | 4:36:26                      | +34:07                       |                              |
| 10.                          | Aris Kolokithas              | Grigoris Karavangelis        | Mazda 323 GTX                | 4:38:05                      | +35:46                       |                              |
| Mistrzostwa Grecji           |                              |                              |                              |                              |                              |                              |
| 1.                           | Konstantinos Apostolou       | Mihalis Mihalis              | Lancia Delta Integrale 16V   | 4:12:47                      | 0.0                          |                              |
| 2.                           | Stratis Hatzipanayiotou      | Tonia Pavli                  | Nissan Sunny GTI-R           | 4:15:13                      | +2:26                        |                              |
| 3.                           | Minas Klimatsakis            | Vassileios Tsouvaltzis       | Lancia Delta Integrale 16V   | 4:23:11                      | +10:24                       |                              |
| 4.                           | Notis Giagnissis             | Giorgos Kerantzakis          | Mazda 323 GT-R               | 4:25:21                      | +12:34                       |                              |
| 5.                           | Giorgos Angelidis            | Anastasios Anastasios        | Mercedes-Benz 190E           | 4:31:02                      | +18:15                       |                              |
| 6.                           | Sotiris Kokkinis             | Stathis Mokkas               | Peugeot 205 Rallye           | 4:36:26                      | +23:39                       |                              |
| 7.                           | Aris Kolokithas              | Grigoris Karavangelis        | Mazda 323 GTX                | 4:38:05                      | +25:18                       |                              |